# Khanlar Ahmedov
 (octobre 2023).
Pour les articles homonymes, voir Ahmedov.
Khanlar Ahmedov (en azeri : Xanlar Əhməd oğlu Əhmədov ; né le 12 juin 1946 à Bakou) est un sculpteur azerbaïdjanais, artiste du peuple de la République d'Azerbaïdjan (2006), professeur agrégé à l'Université d'État de la Culture et des Arts d'Azerbaïdjan.

## Biographie
Khanlar Ahmed oghly Ahmedov est né à Bakou. Il est diplômé du Collège d'art d'État d'Azerbaïdjan Azim Azimzade et de l'Institut de théâtre et d'art de Tachkent.
En 1975, il devient membre de l'Union des peintres russes. Il est également membre de l'Union des peintres d'Azerbaïdjan.

## Sculptures
Parmi les œuvres monumentales d'Akhmedov figurent une série consacrée au massacre de Khodjaly, des compositions  Mère avec l'enfant, Le cri du père, Mère Tomyris, Leyla et Madjnun, des reliefs et des œuvres historiques de la station de métro Azadlig Prospekti.
En 1984, des bustes en bronze du compositeur azerbaïdjanais Uzeyir Hadjibeyov et du chanteur d'opéra Bul-Bul, réalisés par Ahmedov avec Namig Dadashov, ont été installés à Choucha.
En septembre 2021, un monument au millionnaire et philanthrope de Bakou Hadji Zeynalabdin Taghiyev par Khanlar Akhmedov a été érigé devant la station de métro Ichericheher dans le quartier Sabayil de Bakou. L'inauguration du monument a lieu le 18 janvier 2022 en présence du Président de l’Azerbaïdjan Ilham Aliyev.
Les œuvres de Kh.Ahmedov ont été exposées en France, en Allemagne, en Iran, en Pologne, en Russie, en Ukraine, en Ouzbékistan et dans d'autres pays. Certains sont conservés dans des musées et des collections privées.
En 2002, par décret du président azerbaïdjanais Heydar Aliyev, Khanlar Akhmedov reçoit le titre d'artiste émérite d'Azerbaïdjan et en 2006 le titre d'Artiste du peuple d'Azerbaïdjan par ordre du Président Ilham Aliyev.

## Mérites
- Prix Humay — 1995, 1996
- Peintre du peuple d'Azerbaïdjan — 29 décembre 2006
- Peintre émérite d'Azerbaïdjan — 30 mai 2002